# Suzan Şekerci
Suzan Şekerci (* 1976 in Marburg an der Lahn) ist eine türkische Journalistin und Filmemacherin.
In Deutschland geboren und aufgewachsen absolvierte die Türkin nach dem Abitur ein wirtschaftswissenschaftliches Studium an der Gesamthochschule Kassel. Später lernte sie Mediengestalterin Bild und Ton an der Akademie für Werbung, Grafik und Druck in Hamburg. Seit 2005 ist sie als Dozentin im Bereich Drehbuchumsetzung, Kamera und Regie tätig. Die Journalistin, die Mitglied der Schlussredaktion des Stern ist, drehte eine Anzahl eigener Kurzfilme und Dokumentationen und übernahm diverse weitere Tätigkeiten beim Film. 2009 erhielt sie für Buch und Regie ihres abendfüllenden Dokumentarfilms Djangos Erben (2008) über Nachfahren Django Reinhardts das Eberhard-Fechner-Förderstipendium der VG Bild-Kunst, das jährlich beim Adolf-Grimme-Preis vergeben wird.

## Quelle
- Djangos Erben (SWR), Film von Suzan Sekerci (Memento vom 30. April 2009 im Internet Archive)

## Weblink
- Suzan Şekerci bei IMDb

| Personendaten    | Personendaten                            |
| ---------------- | ---------------------------------------- |
| NAME             | Şekerci, Suzan                           |
| KURZBESCHREIBUNG | türkische Journalistin und Filmemacherin |
| GEBURTSDATUM     | 1976                                     |
| GEBURTSORT       | Marburg an der Lahn                      |